# Me nguồn bò cạp
Phyllagathis scorpiothyrsoides là một loài thực vật có hoa trong họ Mua. Loài này được C. Chen miêu tả khoa học đầu tiên năm 1984.